# Organomégalie
Une organomégalie (du grec organo : organe et mégas : grand) est l'agrandissement anormal d'un organe.
Exemples :
- une clitéromégalie désigne un clitoris agrandi ;
- une hépatomégalie un foie agrandi ;
- une splénomégalie une rate agrandie ;
- une hépatosplénomégalie est l'agrandissement du foie et de la rate.

Une organomégalie est le signe de l'existence d'une pathologie sous jacente. On retrouve par exemple une hépatomégalie dans certaines maladies du foie comme la cirrhose, une hépatosplénomégalie dans la maladie de Gaucher et une organomégalie touchant le foie, la rate et les ganglions dans le POEMS Syndrome.

## Source
Adapté de l'article en anglais.